# Syzygium minimum
Syzygium minimum là một loài thực vật có hoa trong Họ Đào kim nương. Loài này được (Blume) Airy Shaw miêu tả khoa học đầu tiên năm 1949.